# 도안역 (증평)
도안역(Doan station, 道安驛)은 충청북도 증평군 도안면에 있는 충북선의 역이다.
현재 여객취급이 중지되었으나 가끔 임시 관광열차 취급을 하고 있는 상태이며, 인근에 시멘트 공장이 있어 화물 취급을 많이 한다. 인근에 우진산전 증평공장이 있다.

## 연혁
- 1960년 12월 25일 : 보통역으로 영업 개시
- 1961년 8월 1일 : 배치간이역으로 격하
- 1965년 12월 30일 : 보통역으로 승격[1]
- 1980년 10월 12일 : 충북선 복선화로 역사 신축
- 2007년 6월 1일 : 여객 취급 중지

## 참고 문헌
1. ↑  철도청 고시 제199호(1965.12.24)